# Uromys rex
Uromys rex är en däggdjursart som först beskrevs av Thomas 1888.  Uromys rex ingår i släktet nakensvansade råttor och familjen råttdjur. Inga underarter finns listade.

## Utseende
Vuxna exemplar är 257 till 290 mm långa (huvud och bål), svanslängden är 232 till 292 mm och vikten ligger vid 420 g. Arten har 50 till 55 mm långa bakfötter och 16 till 20 mm stora öron. Den är ganska lik Uromys imperator men den har borstigare hår på svansen och svansens fjäll är större. Den korta ulliga pälsen på ovansidan ser tjockare ut. Ovansidans päls är spräcklig gråaktig och undersidan är täckt av vit päls. Som hos andra släktmedlemmar är fötterna nakna. Huvudet kännetecknas av köttfärgade öron med silvergråa hår och långa morrhår i svart och vit. Svansen har en brunsvart färg. Honans fyra spenar ligger vid ljumsken.

## Utbredning och ekologi
Denna gnagare lever endemisk på ön Guadalcanal som tillhör Salomonöarna. Arten vistas där i låglandet och i kulliga områden. Djuret är mycket sällsynt och det senaste fyndet är från senare 1980-talet. En expedition under 1990 hittade inga individer men det antas att arten finns kvar. Habitatet utgörs av tropisk regnskog. Arten vistas i låglandet och i kulliga områden upp till 600 meter över havet. Exemplar iakttogs under skymningen. Antagligen klättrar de i växtligheten.

## Hot
Beståndet hotas av skogsröjningar och landskapets omvandling till jordbruksmark. IUCN kategoriserar arten globalt som starkt hotad.